# 村上聖
村上 聖（むらかみ きよし、1966年1月15日 - ）は、日本のミュージシャン。大阪府出身。

## 略歴
幼少時代からクラリネット、クラシック・ギターのレッスンを受けており、そこで演奏法の基礎、読譜、理論などを会得した。
正統派の楽曲から、ロック、ポップス、ジャズ、演歌に至るまで幅広いジャンルに対応できる。演奏、作編曲等にもオーソドックスな形式のものからR&B、コンピュータ音楽に至るまで、幅広い作品で参加、制作している。現在、演奏ではスタジオワークを中心にライブやセッション、ジャズ、フュージョンシーンなどにおいても精力的な活動を行っている。